# Pression moyenne indicative
La pression moyenne indicative est la pression moyenne qui règne dans la chambre de combustion d'un moteur à combustion. C'est le ratio du travail fourni par le fluide moteur (mélange carburant-comburant) par la cylindrée du moteur.
En la multipliant par le rendement mécanique du moteur, on obtient la pression moyenne effective du moteur.